# American Dad!
American Dad! er en amerikansk animeret tv-serie, som bliver produceret af Underdog Productions og Fuzzy Door Productions for 20th Century Fox. Serien er skabt af Seth MacFarlane (skaberen af Family Guy), Mike Barker og Matt Weitzman (manuskriptforfattere og producere på Family Guy).
Pilotepisoden blev vist i USA på FOX den 6. februar 2005, tredive minutter efter slutningen af Super Bowl. De normale afsnit af serien begyndte den 1. maj 2005, efter sæsonpremieren (sæson 4) på Family Guy. American Dad! følger CIA-agenten Stan Smith og hans familie og er, i et hvis omfang, en satire af USA's konservative og deres syn på minoriteter. Absurditeten er i højsædet, og serien er samtidig langt mere politisk end andre samtidige animationer. Seriens skaber, Seth MacFarlane er kendt for offentlig at støtte Det Demokratiske Parti, og har doneret store summer til eks. Barack Obamas seneste kampagne. Han er også fortaler for homoseksuelles rettigheder og støtter ideen om fri cannabis i USA.
American Dad kører i øjeblikket på 12. sæson (marts 2015), siden 2014 på tv-kanalen TBS.
Serien bliver i Danmark vist på TV2 Zulu.

## Produktion

### Skaberne
De tre skabere Seth MacFarlane, Mike Barker og Matt Weitzman fungerer samtidig som executive producere og har bidraget som forfattere til størstedelen af seriens afsnit. Desuden har de alle tre også roller i selve serien, dog er Seth MacFarlane den mest dominerende, da han lægger stemme til vigtige hovedfigurer som Stan Smith og Roger the Alien.

### Stemmer
Kernen af tegnefilmsdubbere i American Dad! udgøres af Seth MacFarlane (Stan Smith, Roger the Alien), Wendy Schaal (Francine Smith), Scott Grimes (Steve Smith), Rachael MacFarlane (Hayley Smith) og Dee Bradley Baker (Klaus), der alle udgør filmens omdrejningspunkt, Smith-familien. Derudover lægger Mike Barker (Terry), Patrick Stewart (Avery Bullock), Curtis Armstrong (Snot), Eddie Kaye Thomas (Barry), Daisuke Suzuki (Toshi), Jeff Fischer (Jeff) og Mike Henry (Jackson) stemmer til tilbagevendende figurer.
Seriens tætte forbindelse med Family Guy betyder at flere af tegnefilmsdubberne har bidraget med stemmer til begge serier, bl.a. Seth Green og skaberen af begge serier Seth MacFarlane.
| Stemmerne bag   | Stemmerne bag | Stemmerne bag | Stemmerne bag      | Stemmerne bag     | Stemmerne bag |
| --------------- | ------------- | ------------- | ------------------ | ----------------- | ------------- |
| Seth MacFarlane | Wendy Schaal  | Scott Grimes  | Rachael MacFarlane | Dee Bradley Baker |               |
| Seth MacFarlane | Wendy Schaal  | Scott Grimes  | Rachael MacFarlane | Dee Bradley Baker |               |
| Stan og Roger   | Francine      | Steve         | Hayley             | Klaus             |               |

### Forfattere
American Dad!'s hold af forfattere når op på næsten tredive forskellige personer, hvoraf flere også fungerer som producere og tegnefilmsdubbere. Seth MacFarlane (writing credit på 139 episoder), Mike Barker (writing credit på 49 episoder) og Matt Weitzman (writing credit på 43 episoder) er hovedbidragsyderne, men også Brian Boyle, David Zuckerman og Steve Hely har hver især skrevet flere vigtige episoder.

## Plot
Seriens omdrejningspunkt er familien Smith, med faren Stan Smith gift med Francine, med hvem han har datteren Hayley og sønnen Steve. I familien Smiths hus bor også rumvæsenet Roger og fisken Klaus. Stan Smith er seriens titelfigur, den amerikanske far og med sin ærkekonservative republikanske holdninger og i sin egenskab af CIA-agent, forsvarer han USA og sin familie mod terrorister, homoseksuelle og venstreorienterede. Størstedelen af afsnittene foregår i Langley Falls, Virginia.

## Miljø
American Dad! finder sted i den amerikanske by Langley Falls, en fiktiv version af Langley, Virginia i USA. Byen er hjemsted for efterretningstjenesten CIA's hovedkvarter, hvor Stan Smith arbejder, og hvor familien Smith bor i et typisk forstadskvarter.

## Særlige kendetegn

### Åbningssekvens
Frem til sæson fire var åbningssekvensen i American Dad! bygget op på denne måde; Stan Smith vågner op og synger seriens temasang. Derefter spiser han morgenmad med familien og stormer ud til hoveddøren for at læse avisens jokeoverskrift, der for hver episode skifter. Han kører derefter hen til sit arbejde på CIA's hovedkvarter og åbningssekvensen slutter.
Fra sæson fire blev den oprindelige åbningssekvens skiftet ud med en anderledes sekvens, der dog stadig indeholder mange af de samme episoder som den gamle. I stedet for at læse en jokeavisoverskrift, springer Roger the Alien op fra et bagagerum i et nyt kostume hver gang.

### Gæstestjerner
I tråd med andre animerede komedieserier som The Simpsons og Family Guy, har American Dad! haft flere berømte gæstestjerne, som enten har portrætteret dem selv eller fiktive figurer, bl.a. Lisa Kudrow, Jon Stewart, Forest Whitaker, Ed Helms, John Krasinski, Patton Oswalt, Elijah Wood, Patrick Stewart, Beau Bridges og Carmen Electra.

## Crossovers med Family Guy
Udover at holdet bag American Dad! indeholder flere medlemmer fra holdet bag Family Guy, har tre figurer fra serien haft "gæsteoptrædener" i Family Guy. I afsnittet Meet the Quagmires optræder Roger til sidst, og i Lois Kills Stewie optræder Stan og hans chef Bullock. Dette indikerer at de to serier foregår i det samme "univers". I specialafsnittet Blue Harvest hvor Star Wars Episode IV: Et nyt håb parodieres, optræder Roger igen, denne gang som gæst på cantinaen hvor Luke Skywalker og Obi-Wan Kenobi møder Han Solo og Chewbacca.

## DVD'er
De syv første sæsoner af American Dad! er udgivet på dvd i Nordamerika (dvd-region 1), Europa (region 2) og Australien/New Zealand/Latinamerika (region 4). Region 2 udgaven fås med danske undertekster, og ofte er der "extended" og "uncensored" udgaver at finde på dvd ift. de på FOX sendte afsnit.